# Diocesi di La Rioja
La diocesi di La Rioja (in latino Dioecesis Rioiensis) è una sede della Chiesa cattolica in Argentina suffraganea dell'arcidiocesi di San Juan de Cuyo. Nel 2023 contava 350.864 battezzati su 384.607 abitanti. È retta dal vescovo Dante Gustavo Braida.

## Territorio
La diocesi comprende per intero la provincia di La Rioja.
Sede vescovile è la città di La Rioja, dove si trova la cattedrale di San Nicola di Bari.
Il territorio si estende su 89.680 km² ed è suddiviso in 35 parrocchie.

## Storia
La diocesi è stata eretta il 20 aprile 1934 con la bolla Nobilis Argentinae nationis di papa Pio XI, ricavandone il territorio dalla diocesi di Córdoba (oggi arcidiocesi).
Il 6 dicembre 1946, con la lettera apostolica Perennem esse, papa Pio XII ha proclamato San Nicola di Bari patrono principale della diocesi.
Il 4 agosto 1976 il vescovo Enrique Angelelli fu assassinato durante il cosiddetto processo di riorganizzazione nazionale a causa del suo impegno sociale a favore degli oppressi. È stato beatificato da papa Francesco il 27 aprile 2019.

## Cronotassi dei vescovi
Si omettono i periodi di sede vacante non superiori ai 2 anni o non storicamente accertati.
- Froilán Ferreira Reinafé † (13 settembre 1934 - 22 febbraio 1964 deceduto)
- Horacio Arturo Gómez Dávila † (22 febbraio 1964 succeduto - 3 luglio 1968 dimesso[2])
- Beato Enrique Ángel Angelelli Carletti † (3 luglio 1968 - 4 agosto 1976 deceduto)
- Bernardo Enrique Witte, O.M.I. † (14 aprile 1977 - 8 luglio 1992 nominato vescovo di Concepción)
- Fabriciano Sigampa † (30 dicembre 1992 - 17 novembre 2005 nominato arcivescovo di Resistencia)
- Roberto Rodríguez † (24 maggio 2006 - 9 luglio 2013 ritirato)
- Marcelo Daniel Colombo (9 luglio 2013 - 22 maggio 2018 nominato arcivescovo di Mendoza)
- Dante Gustavo Braida, dal 13 dicembre 2018

## Statistiche
La diocesi nel 2023 su una popolazione di 384.607 persone contava 350.864 battezzati, corrispondenti al 91,2% del totale.
| anno | popolazione | popolazione | popolazione | presbiteri | presbiteri | presbiteri | presbiteri                | diaconi | religiosi | religiosi | parrocchie |
| anno | battezzati  | totale      | %           | numero     | secolari   | regolari   | battezzati per presbitero | diaconi | uomini    | donne     | parrocchie |
| ---- | ----------- | ----------- | ----------- | ---------- | ---------- | ---------- | ------------------------- | ------- | --------- | --------- | ---------- |
| 1950 | 103.000     | 103.000     | 100,0       | 25         | 13         | 12         | 4.120                     |         | 12        | 38        | 10         |
| 1966 | 139.000     | 140.000     | 99,3        | 29         | 19         | 10         | 4.793                     |         | 10        | 29        | 17         |
| 1970 | 144.000     | 150.000     | 96,0        | 33         | 17         | 16         | 4.363                     |         | 16        | 29        | 18         |
| 1976 | 153.600     | 160.000     | 96,0        | 49         | 25         | 24         | 3.134                     |         | 27        | 72        | 26         |
| 1980 | 152.000     | 158.000     | 96,2        | 44         | 24         | 20         | 3.454                     |         | 22        | 54        | 28         |
| 1990 | 182.807     | 190.800     | 95,8        | 38         | 24         | 14         | 4.810                     |         | 22        | 87        | 19         |
| 1999 | 246.125     | 273.471     | 90,0        | 38         | 28         | 10         | 6.476                     |         | 16        | 62        | 24         |
| 2000 | 252.178     | 280.198     | 90,0        | 37         | 27         | 10         | 6.815                     |         | 17        | 63        | 24         |
| 2001 | 252.178     | 280.198     | 90,0        | 37         | 27         | 10         | 6.815                     |         | 17        | 62        | 25         |
| 2002 | 251.145     | 288.672     | 87,0        | 37         | 27         | 10         | 6.787                     |         | 17        | 59        | 25         |
| 2003 | 252.285     | 289.983     | 87,0        | 37         | 27         | 10         | 6.818                     |         | 14        | 61        | 29         |
| 2004 | 265.350     | 305.000     | 87,0        | 38         | 28         | 10         | 6.982                     |         | 14        | 59        | 28         |
| 2013 | 323.000     | 353.300     | 91,4        | 42         | 30         | 12         | 7.690                     | 1       | 15        | 32        | 24         |
| 2016 | 319.666     | 367.720     | 86,9        | 46         | 34         | 12         | 6.949                     | 1       | 17        | 43        | 27         |
| 2019 | 322.360     | 388.386     | 83,0        | 52         | 37         | 15         | 6.199                     | 2       | 21        | 24        | 33         |
| 2021 | 342.372     | 393.531     | 87,0        | 49         | 33         | 16         | 6.987                     | 2       | 20        | 25        | 34         |
| 2023 | 350.864     | 384.607     | 91,2        | 46         | 35         | 11         | 7.627                     | 12      | 13        | 19        | 35         |